# Японские острова

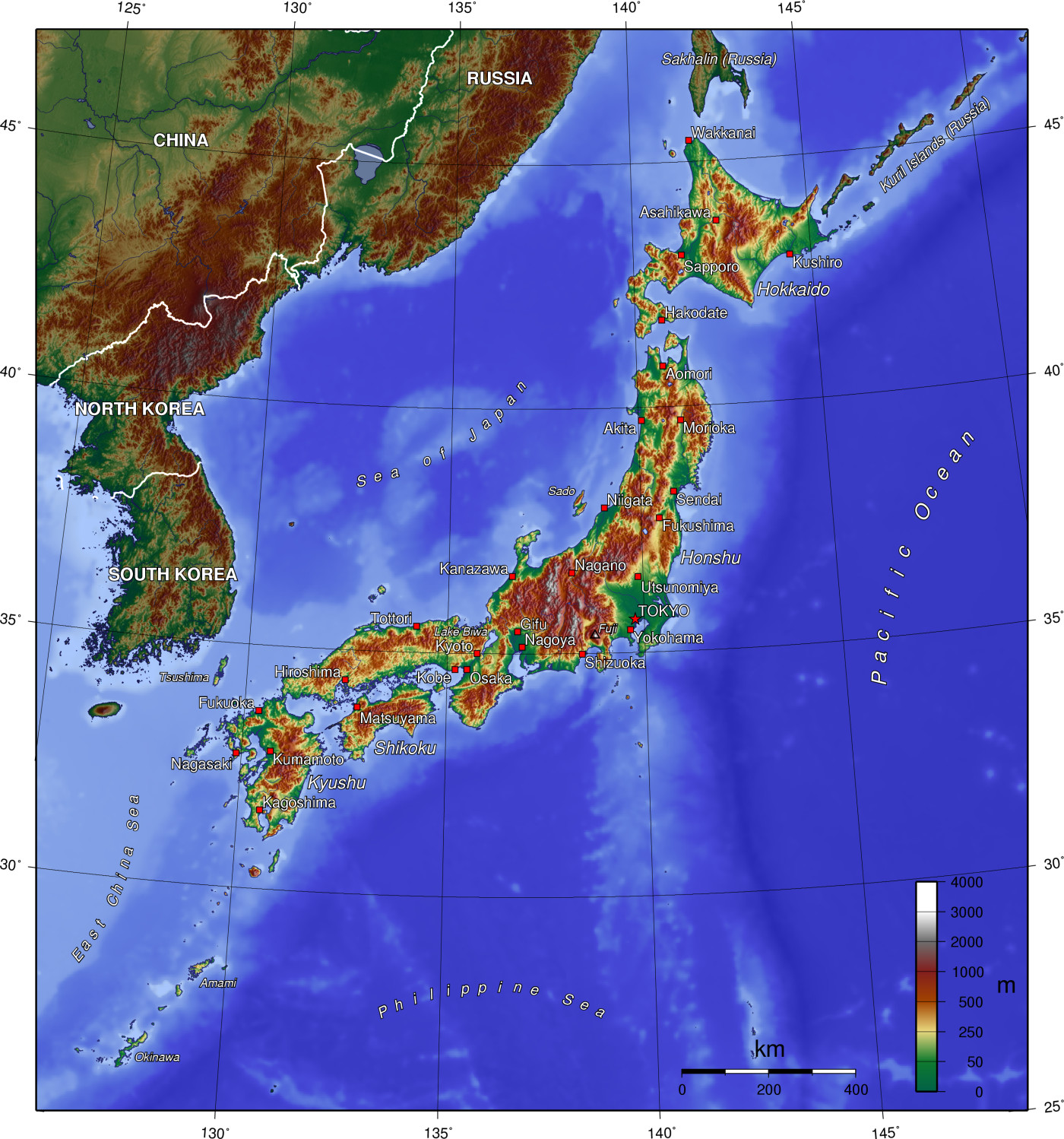
Топографическая карта Японии

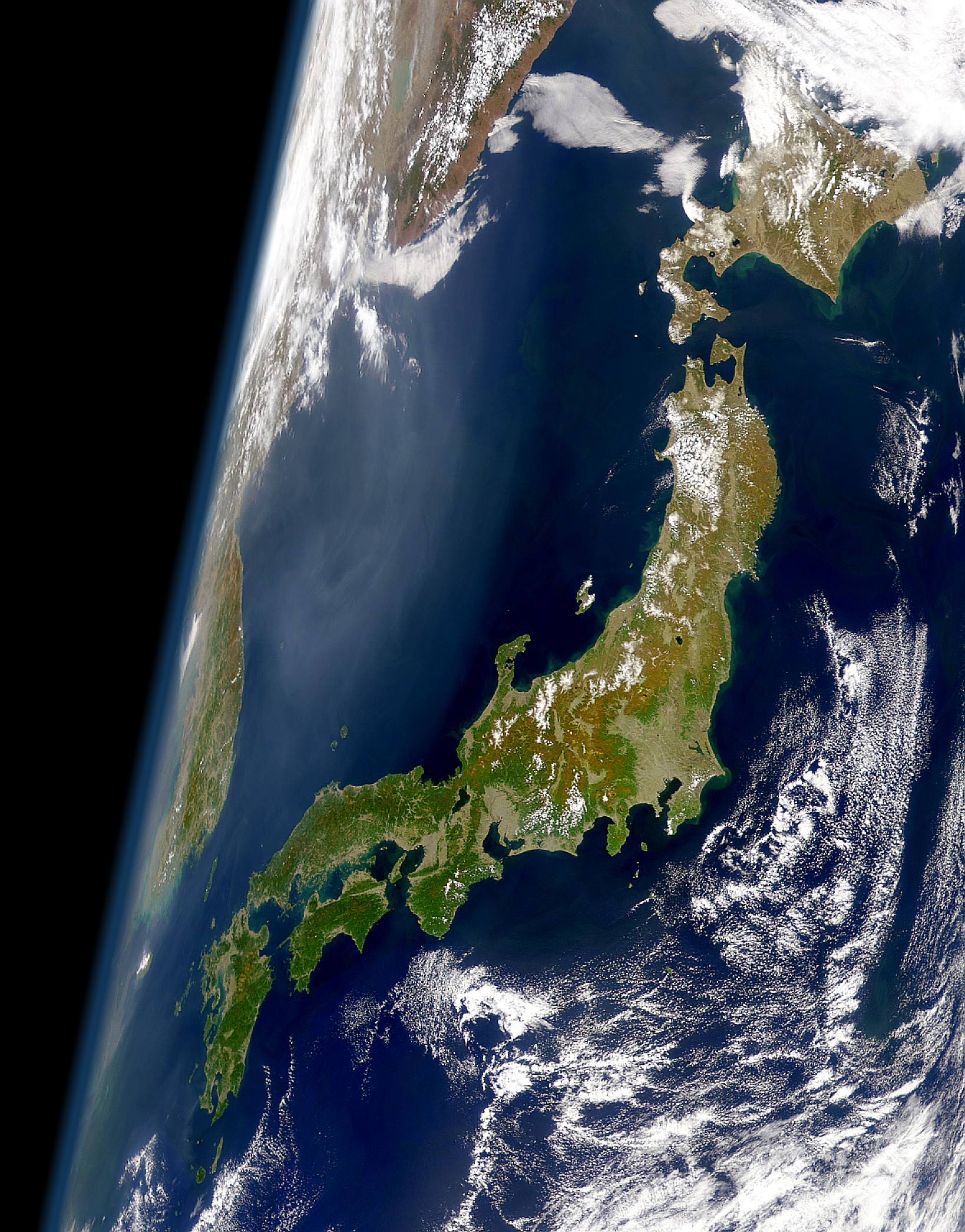
Спутниковый снимок Японии

Япо́нские острова́ (日本列島 нихон рэтто:) — группа островов, на территории которых расположено государство Япония. Простирается примерно с северо-востока на юго-запад вдоль северо-восточного побережья Азии, в северо-западной части Тихого океана.

## Палеография
Геологическая эволюция Японского архипелага.

Японский архипелаг, Японское море и окружающая его часть континентальной Восточной Азии в раннем миоцене (23-18 млн лет назад)
Японский архипелаг, Японское море и окружающая часть континентальной Восточной Азии в среднем плиоцене до позднего плиоцена (3,5-2 млн лет назад)
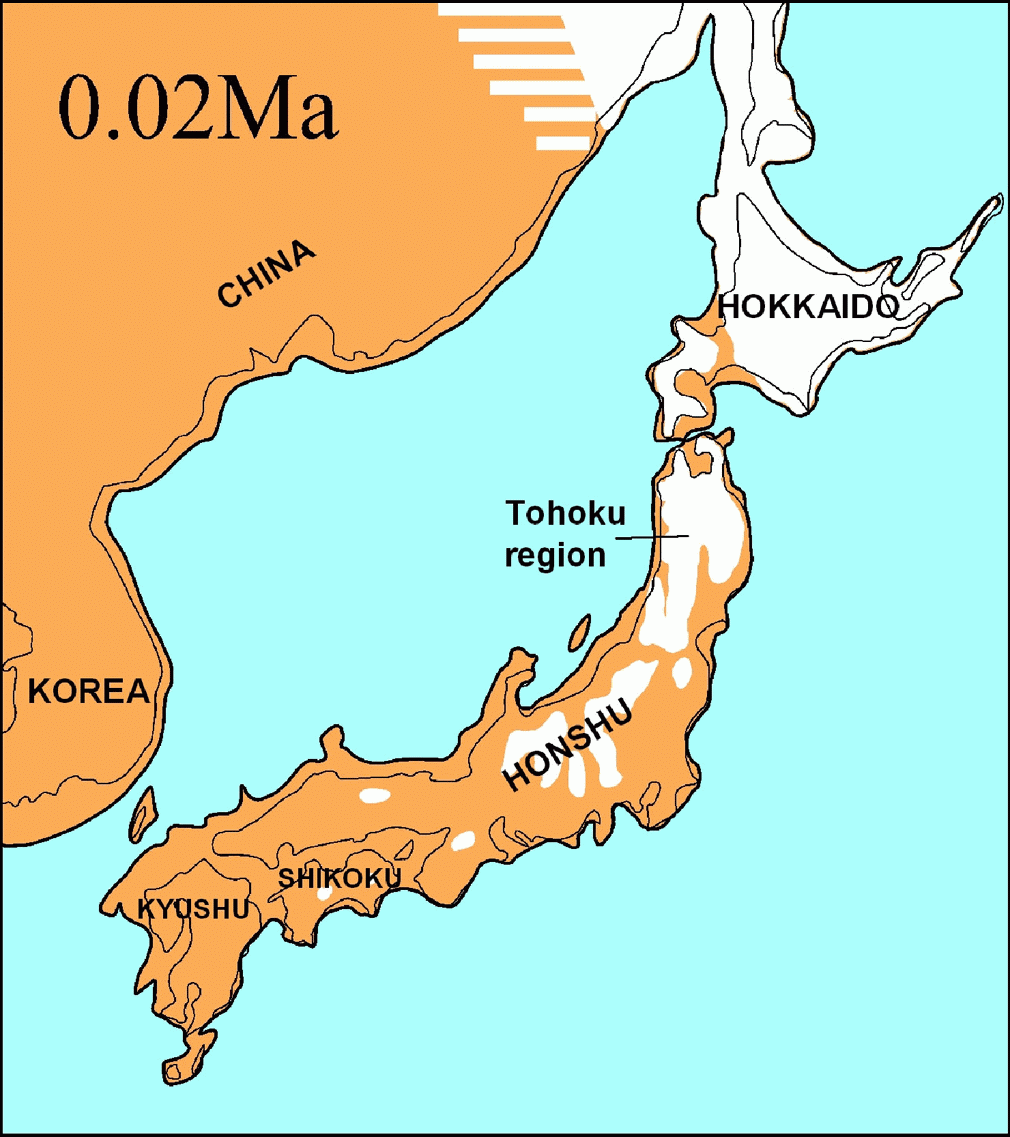
Японский архипелаг в во время последнего ледникового максимума около 20 000 лет назад, тонкая черная линия выделяет современные береговые линии

## География
Архипелаг состоит из 14 125 островов («остров» определяется как земля более 100 м в окружности), из которых 430 населены. Четыре основных острова, с севера на юг, Хоккайдо, Хонсю, Сикоку и Кюсю. Хонсю является крупнейшим островом и иногда называется внутренней территорией.

### Острова и префектуры
- Хоккайдо — второй по величине остров Японии, а также самая большая и самая северная префектура.
  -  Хоккайдо

- Хонсю — самый большой и самый густонаселенный остров Японии, который состоит из пяти регионов.
  - Тохоку состоит из шести префектур.
    -  Акита
    -  Аомори
    -  Фукусима
    -  Ивате
    -  Мияги
    -  Ямагата

  - Канто состоит из семи префектур, включая столицу Японии, Токио.
    -  Тиба
    -  Гумма
    -  Ибараки
    -  Канагава
    -  Сайтама
    -  Тотиги
    -  столица Токио

  - Тюбу состоит из девяти префектур.
    -  Айти
    -  Фукуи
    -  Гифу
    -  Исикава
    -  Нагано
    -  Ниигата
    -  Сидзуока
    -  Тояма
    -  Яманаси

  - Кансай состоит из семи префектур.
    -  Хиого
    -  Киото
    -  Миэ
    -  Нара
    -  Осака
    -  Сига
    -  Вакаяма

  - Тюгоку состоит из пяти префектур.
    -  Хиросима
    -  Окаяма
    -  Симане
    -  Тоттори
    -  Ямагути

- Сикоку — самый маленький и наименее населённый из основных островов архипелага, состоит из четырёх префектур.
  -  Эхиме
  -  Кагава
  -  Коти
  -  Токусима

- Кюсю — третий по величине остров архипелага, который состоит из восьми префектур, включая Окинавские острова и остров Рюкю .
  -  Фукуока
  -  Кагосима
  -  Кумамото
  -  Миядзаки
  -  Нагасаки
  -  Оита
  -  Сага

- Рюкю и Окинавские острова
  -  Окинава